# 新座市立片山小学校
新座市立片山小学校（にいざしりつ かたやましょうがっこう）は、埼玉県新座市にある公立小学校。同市、法台寺に開学した黒目小学校を前身とする、新座市内では最も長い歴史を持つ小学校である。尚、法台寺には「片山小学校発祥の地」と刻まれた碑が現存する。現在は埼玉県新座市片山1丁目8番31号に所在し、近隣には法台寺、新座観音神護院の他、関越自動車道新座料金所がある。

## 歴史
埼玉県新座市の小学校の中では最も長い歴史を有し、その起源は、同市の太平山法台寺境内に片山小学校の前身となる黒目小学校が開学した1874年2月1日に遡る。1879年3月、法台寺の境内で黒目小学校が新築された。1885年4月、片山村、膝折村、溝沼村の3共同体が連合したことにより黒目小学校は膝折小学校分校に改称されたが、翌年の1886年4月には知新小学校分教室に改称された。1889年7月、連合戸長制が廃止され町村制が施行されたことを受けて、黒目尋常小学校に改称された。1903年7月、高等2学年の授業が開始し、黒目尋常高等小学校に改称された。1908年5月18日、片山尋常高等小学校に改称された。1941年4月1日、勅令により片山国民学校に改称された。1947年、学校教育法施行を受けて片山小学校に改称された。1955年、片山村と大和田町が合併し新座町が発足したことにより、新座町立片山小学校に改称された。
1961年4月15日、開校記念日が4月15日に決定された。この開校記念日は、現在の校舎所在地に8教室を有する新校舎が創建されたことを受けて、1925年4月9日に法台寺から現在地に移転し、4月15日から講義が本格的に開始されたことに由来する。

### 沿革
- 1879年3月 - 法台寺の境内で黒目小学校が新築[3]。
- 1885年4月 - 片山村、膝折村、溝沼村の3共同体が連合したことにより黒目小学校は膝折小学校分校に改称[3]、
- 1886年4月 - 知新小学校分教室に改称[3]。
- 1889年7月 - 連合戸長制が廃止され町村制が施行されたことを受けて、黒目尋常小学校に改称[2][3]。
- 1903年7月 - 高等2学年の授業が開始し黒目尋常高等小学校に改称[2]。
- 1908年5月18日 - 片山尋常高等小学校に改称[2][3]。
- 1925年4月9日 - 法台寺から現在地に移転。
- 1925年4月15日 - 移転後、講義が開始された。後に4月15日が開校記念日になる。
- 1941年4月1日 - 勅令により片山国民学校に改称[2][3]。
- 1947年 - 学校教育法施行を受けて片山小学校に改称[2][3]。
- 1955年 - 片山村と大和田町が合併し新座町が発足したことにより、新座町立片山小学校に改称[2]。
- 1961年4月15日 - 開校記念日が4月15日に決定[2]。